# Californie
Californie è un film italiano del 2021 scritto e diretto da Alessandro Cassigoli e Casey Kauffman.

## Trama
Jamila è una bambina di 11 anni di origine marocchina che vive con la sorella, Angelica, il padre e la madre a Torre Annunziata. La ragazza vive in una condizione di solitudine ed emarginazione sia nel contesto familiare svantaggiato, sia nel contesto scolastico. Jamila prova, tramite vari espedienti, a racimolare il denaro sufficiente per tornare in Marocco, luogo di felicità ideale. Vista la giovane età, la ragazza però non può partire. Crescendo decide di abbandonare la scuola e inizia a lavorare nel salone di parrucchiere, Californie di Jasmine, che prende a cuore la ragazza, dimostratasi talentuosa. Il padre, nel frattempo, trovato lavoro in Marocco, decide di tornare in patria, ma nessuna delle due figlie vuole seguirlo. In seguito alla visita di un assistente sociale che impone alla ragazza di tornare a scuola, Jamila è costretta a lasciare il lavoro nel salone. Tempo dopo, decide di partire per Cosenza dopo aver accettato un'offerta di lavoro come badante, col sogno di aiutare economicamente i genitori e di aprire un proprio salone.

## Produzione
Il lungometraggio è stato girato a Torre Annunziata.

## Distribuzione
Presentato alle Giornate degli Autori durante la 78ª Mostra internazionale d'arte cinematografica di Venezia dove ha vinto il Premio Label Europa Cinemas.